# Maria Cruickshank Moreno
Maria Cruickshank Moreno (Oñate, Guipúzcoa, 12 de noviembre de 1989) es una actriz española. Su trabajo más conocido es el de la serie de televisión Goenkale, en el papel de Itxaso entre 2008 y 2015, hasta el final de la serie. También ha trabajado en teatro y cine.

## Biografía
Su padre (Girald Cruickshank) es de la isla caribeña de Granada y su madre es vasca. Apareció por primera vez en televisión cuando era niña, en el concurso de canto infantil de Betimu. Después participó el show de Betizu, pero no tuvo una experiencia agradable y la primera vez que lo nombraron pidió a sus amigos que no votaran por él, pensando que no era por él.
Estudió el bachillerato artístico en Mondragón, tras lo cual realizó la licenciatura en bellas artes. Estudió interpretación en la Escuela de Teatro Artebi de Bilbao (2005) y en el TAE de Donostia (2006-2008); y también ha realizado cursos en Londres y Los Ángeles. En 2008 comenzó a trabajar en la serie de televisión Goenkale. Itxaso interpretó el papel del cubano Al Wahid, papel que antes desempeñaba la joven actriz Luna de la Cuesta. Trabajó en la serie durante 8 temporadas y fue uno de los personajes principales hasta el final de la serie en 2015. En el verano de 2011 presentó el programa Goenkalez blai, que repasaba la trayectoria de la teleserie. En 2013, Goenkale's Helpǃ Socorroǃ Marry? protagonizó el telefilme. En esa película aparecía su padre (Girald Cruickshank) haciendo el papel del padre de Itxaso.
En 2014 apareció en la serie web Gifted Corporation e hizo su debut cinematográfico en la película Negociador dirigida por Borja Cobeaga. En 2015 participó en la serie de televisión Vis a vis del canal Antena 3. En 2016 apareció en las películas Igelak y Villaviciosa de al lado. En 2018 participó en el doblaje al euskera de la película de animación para adultos Black is Black dirigida por Fermin Muguruza. En 2020, se anunció que participaría en la temporada 7.0 de Goǃazen de la serie de televisión Goǃazen.
Además de actuar, también ha presentado varias galas y eventos, entre ellos SOS Racism (2012) y Kosmodisea (2013). En 2018 fue miembro del jurado del festival Cine Express de Portugalete. También ha escrito colaboraciones en la revista Goiena.

## Vida personal
Vive en Pamplona con su pareja. En 2014 nació su primera hija, tras la cual tuvo dos hijas más. Ha colaborado con la iniciativa Gure Esku Dago por el derecho a decidir en Oñate.

## Obras

### Películas
| Año  | Título               | Papel         | Notas        |
| ---- | -------------------- | ------------- | ------------ |
| 2012 | Al otro lado         |               | Cortometraje |
| 2014 | Negociador           | Fayna         |              |
| 2014 | Atrapados            |               | Cortometraje |
| 2016 | las ranas            | Ainara        |              |
| 2016 | Villaviciosa al lado | Jezabel       |              |
| 2018 | Black is Beltza      | Amanda Tamayo | Voz          |

### Televisión
| Año       | Título                           | Papel          | Cadena   | Notas                                                 |
| --------- | -------------------------------- | -------------- | -------- | ----------------------------------------------------- |
|           | Betimu / Betizu                  | ella misma     | ETB 1    | competidora                                           |
| 2008-2015 | Goenkale                         | Ixaso Al Wahid | ETB 1    | 8 temporadas, personaje principal                     |
| 2010      | Noche de la Canción Vasca 2010   | ella misma     | ETB 1    | "Un poco es mucho" (Goenkale)                         |
| 2011      | Finlandia                        | ella misma     | ETB 1    | Invitada (Atalaː" Ainhoa Aierbe y Maria Cruickshank") |
| 2011      | Goenkalez blai                   | ella misma     | ETB 1    | el presentadora                                       |
| 2011      | Noche de la Canción Vasca 2011   | ella misma     | ETB 1    | "Gracias cantando" (Goenkale)                         |
| 2012      | Goenkale 18                      | ella misma     | ETB 1    | gala especial                                         |
| 2012      | ¡30 años de disfrute!            | ella misma     | ETB 1    | Sesión especial de Nochevieja                         |
| 2013      | En el canto                      | ella misma     | ETB 1    | Invitada (episodio 1)                                 |
| 2013      | ¡Ayuda! ¿Casarse?                | Ixaso Al Wahid | ETB 1    | telefilme Goenkale                                    |
| 2013      | Noche de la Canción Vasca 2013   | ella misma     | ETB 1    | Arreglo "Wannabe" (chicas ETB)                        |
| 2014      | Corporación Dotada               | LT. Le Strat   | TMEX     | Serie web (parte 1)                                   |
| 2015      | Vis a vis                        | Lis            | Antena 3 | 6 episodios                                           |
| 2019      | el dia esta hecho                | ella misma     | ETB 1    | Colaboradora (parte 1)                                |
| 2020-2021 | Go!azen (programa de televisión) | Cristina       | ETB 1    |                                                       |

### Teatro
- Y qué (2001, Dar Dar)
- Y QUÉ II (2011-2014, Dar Dar)
- Retrato de la condesa (2012-2013, Glu Glu)
- Día Internacional de los Derechos del Niño (2017, Dar Dar)